# Левіна Хана Миронівна
 Ха́на Миро́нівна Ле́віна  (3 травня 1900 — 19 січня 1969) — єврейська письменниця, казкарка, поетеса. Писала на їдиш.

## Життєпис
Народилася 3 травня 1900 р. у Катеринославі в сім'ї робітника. Після закінчення початкової школи для бідних дітей почала працювати кравчинею, потім прикажчицею. 1917 року дебютувала циклом віршів в «Кунст ринг» (Харків). 1919 року вступила в Червону армію. Ранній вірш Левіної опублікував Перец Маркіш в своїй збірці «Треп» («Сходи»), виданій у Катеринославі в 1920 році. А у вірш «Сходи» поетеса з часом додасть присвяту: «Пам'яті поета Арона Копштейна, що загинув у війні з білофінами.»

## Творчість
Член СП СРСР з 1934 р. З 1925 року Хана Левіна почала друкуватися в журналах «Ді ройте велт», «Пролит», «Дер штерн». У 1929 році видала книгу віршів «Цуштаєр» (Внесок).
Увагу поетеси привертають картини революційної боротьби на фронті і в тилу, політична злободенність, новий побут і соціалістичне будівництво. Всі ці мотиви розвиваються у великій поемі «Ейне ві а сах андере» (Одна з багатьох) і в низці циклів віршів — «Ейгене ун фремде» (Свої і чужі), «Фрой» (Жінка) і в інших, багатих яскравими побутовими зарисовками. Поема «Одна з багатьох» оповідає про життя єврейської провінційної дівчини Сіми, що вийшла з самої гущавини бідноти. Тяга до ліричної сатири відчувається в циклах «Безпритульні» і «Жінка». Незважаючи на деякі трагічні нотки, що прориваються в найбільш художніх віршах з циклу «Жінка» і у ряді віршів циклу «Осінь», творчість Левіної, в основному, було пройняте глибоким соціальним оптимізмом.
Щодо художнього оздоблення її вірші не завжди здавалися достатньо зрілими. Як і багато молодих єврейських поетів, Левіна прагнула до творчого перетворення єврейського фольклору. Для поетеси характерне широке використання діалектизмів.
Хана Левіна написала також дві книжки для дітей: «Соцгевет» (Соцзмагання) і «Юнзі боєр» (Молоді будівельники).
Критика писала, що Хана Левіна була першою в радянській єврейській літературі, хто почав шукати власний ґрунт для розвитку жіночої поезії і зумів донести до наших днів справжню мову справжнього людського відчуття, яке впродовж поколінь голубило і загартовувало єврейську жінку. Такою ж щирістю пройняті і її вірші для дітей.
Хана Левіна все своє життя прожила в Харкові, там же вийшли більшість її поетичних і прозаїчних книг — в оригіналі і в перекладі на  російську та українську мови.
Померла поетеса 19 січня 1969 року.

## Праці

### Оригінальні
- «Мій внесок» (1929)
- «На сонячному боці» (1930)
- «Тим, хто молодший за мене» (1931)
- «Дрібниці» (1932)
- «Біля» (1933)
- «Золота пава» (1934)
- «Братики і сестрички» (1935)
- «Чарівний лист» (1936)
- «Для братиків і сестричок» (1939)
- «В добрий час», «Дружба» (1940)
- «Рідне» (1941),
- «На кожному кроці», «Жайворонок» (1944)
- «Моїм друзям» (1945)
- «Весняні голоси» (1950)
- «Внучок Тарасик» (1957)
- «Качечка» (1958)
- «Вірші» (1961)
- «Перший дощ» (1963)
- «Казки та оповідання» (1965)
- «Замазура» (1969)

### Українські переклади
- Левіна Хана. Лепта /Пер. з їдишу В. Богуславської; післямова Йоанни Лізек, В.Богуславської. — Київ: Дух і літера, 2013. — 111 с. ISBN 978-966-378-298-0